# کداینیای
کداینیای (به لاتین: Kėdainiai) در لیتوانی با جمعیت ۲۶٬۰۸۰ نفر است که در شهرداری منطقه کداینیایی واقع شده است.

## نگارخانه

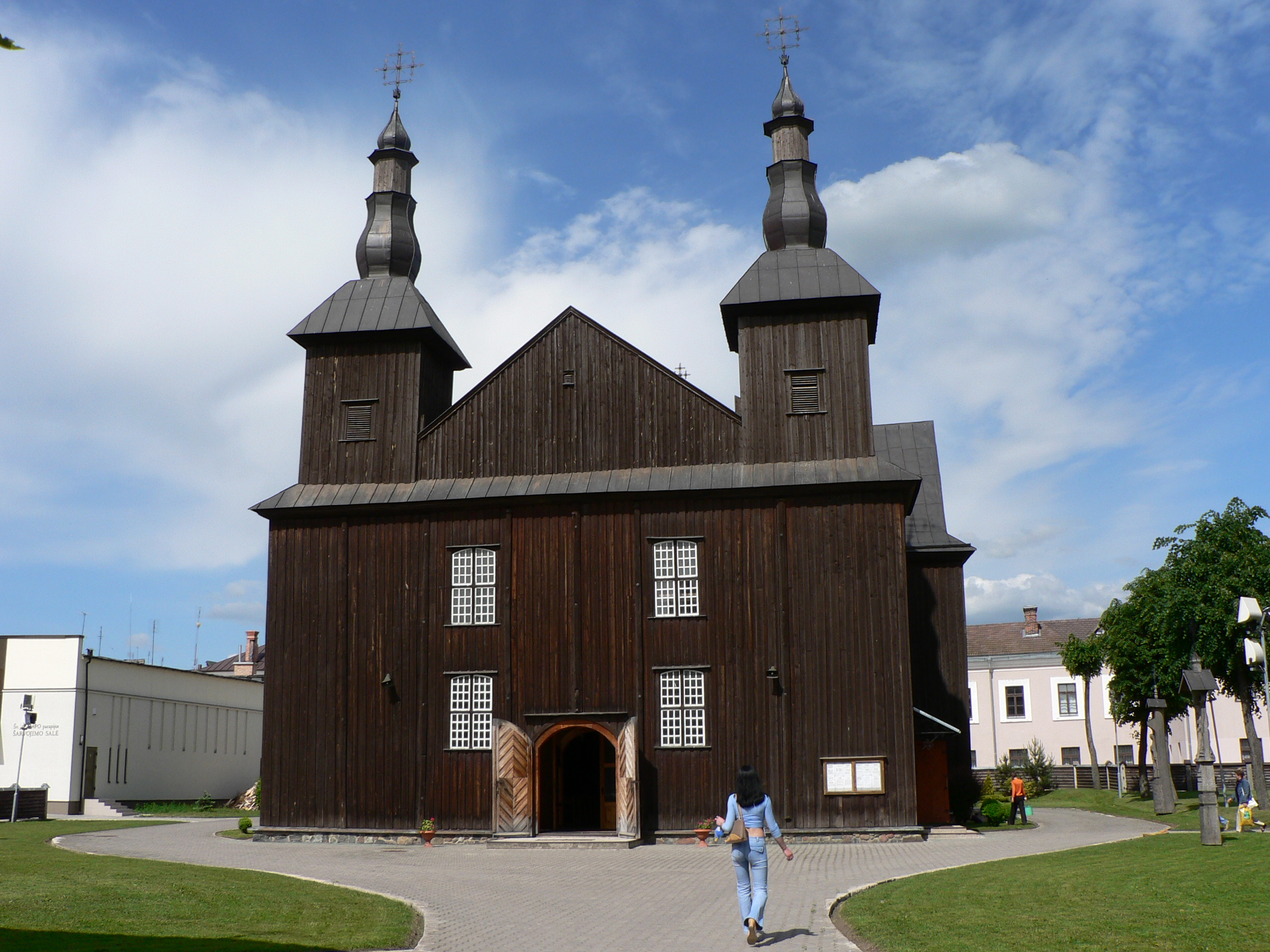
یوسف نجار'کلیسای کارملیت ها
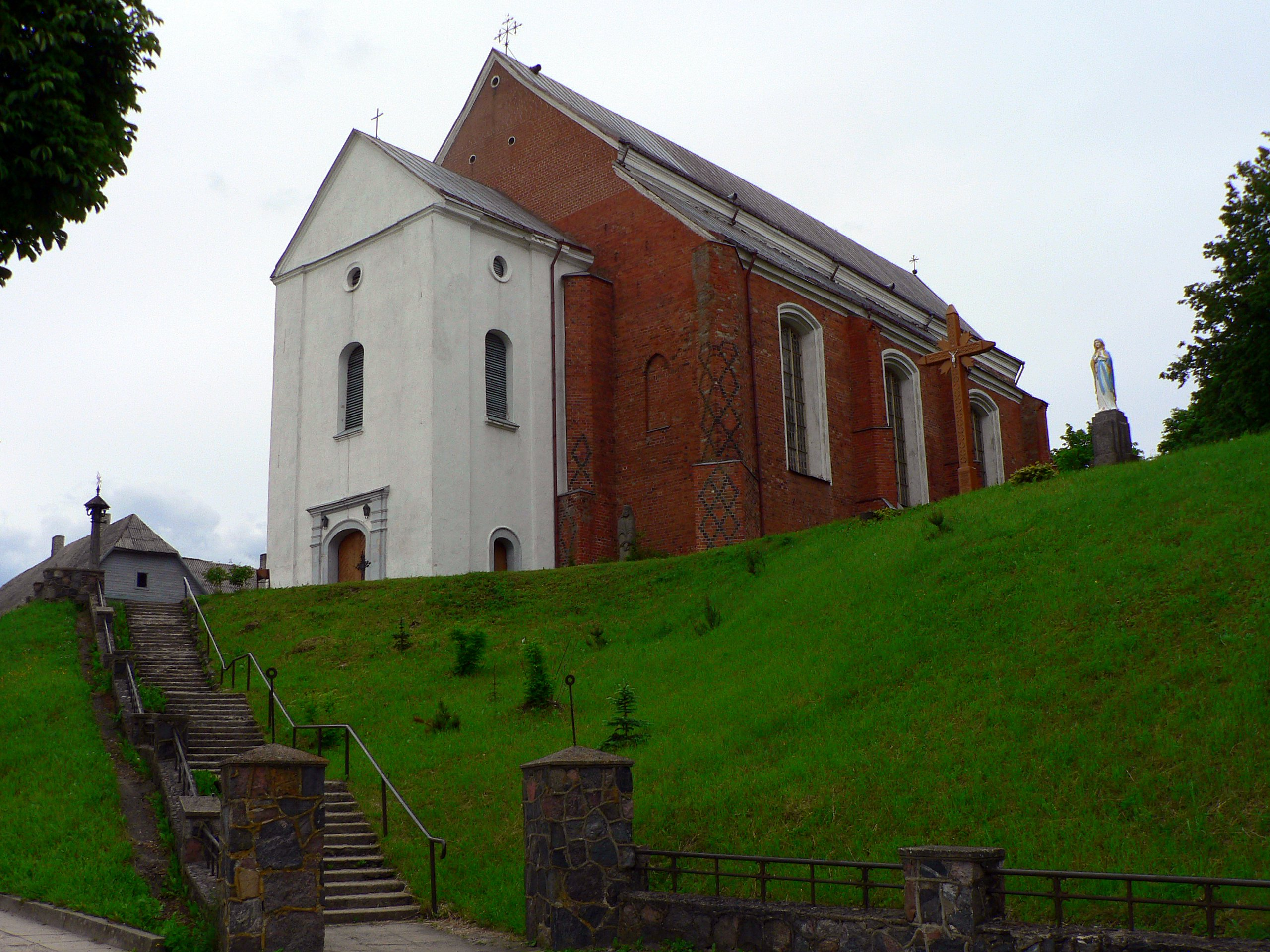
جرجیس ، کلیسا، قرن پانزدهم
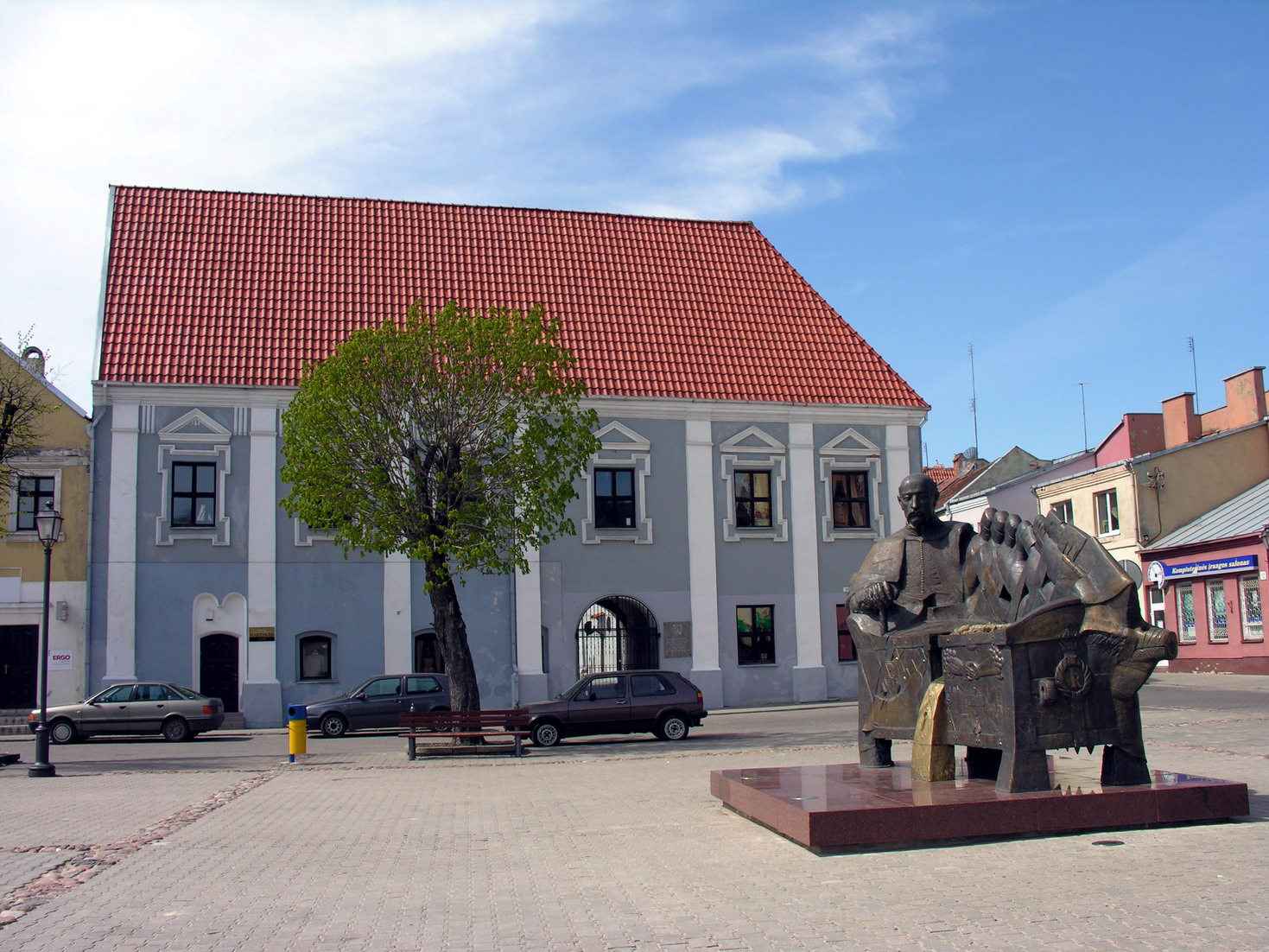
خانه‌هایی در شهر قدیمی کداینیایی.
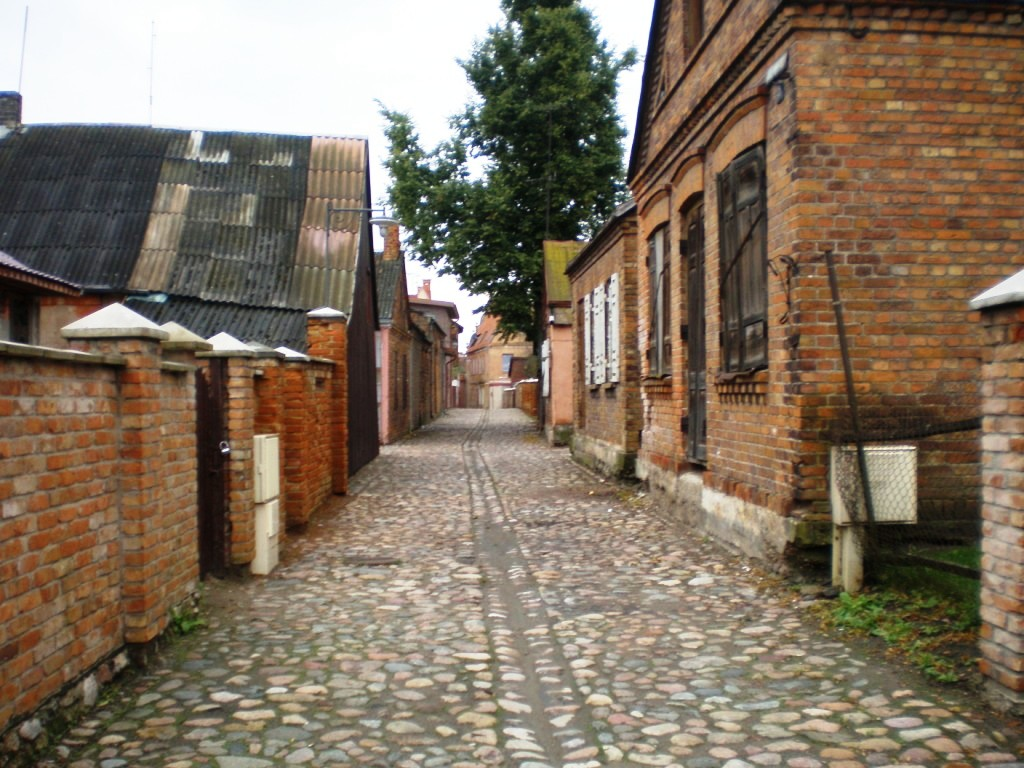
خیابان کرانتو دوم در شهر قدیمی
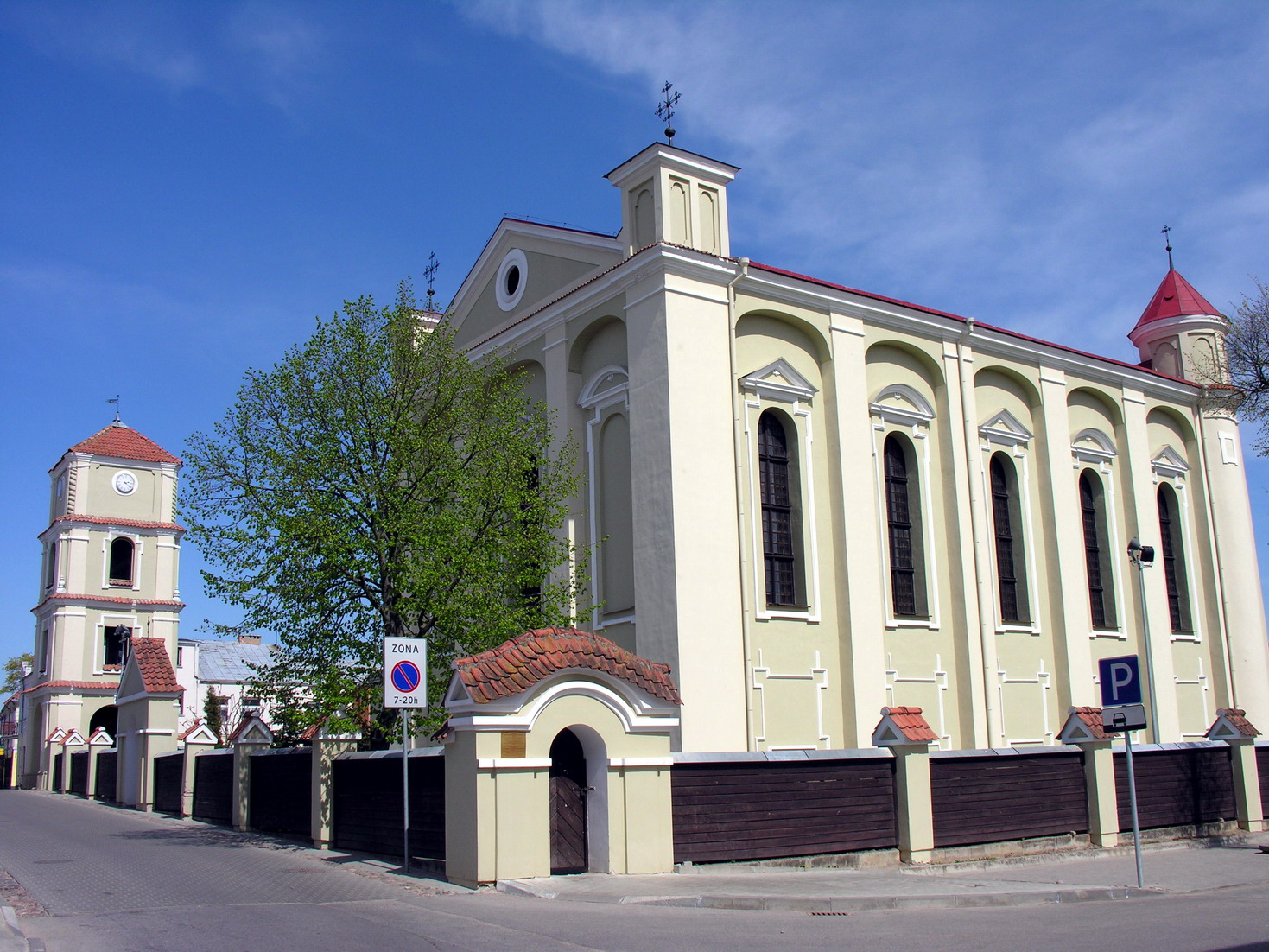
کلیسای انجیلی
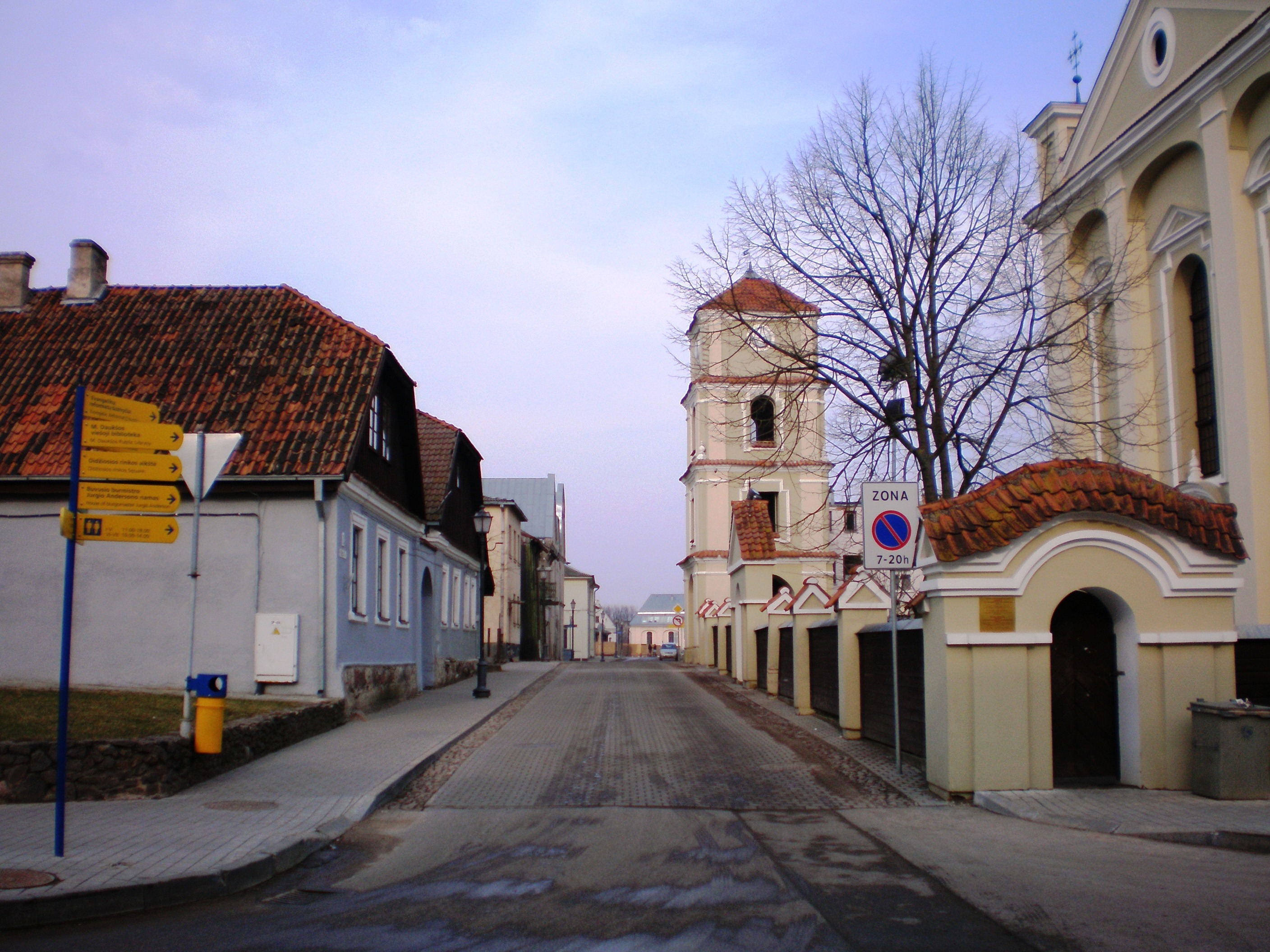
خیابان سنوجی در شهر قدیمی
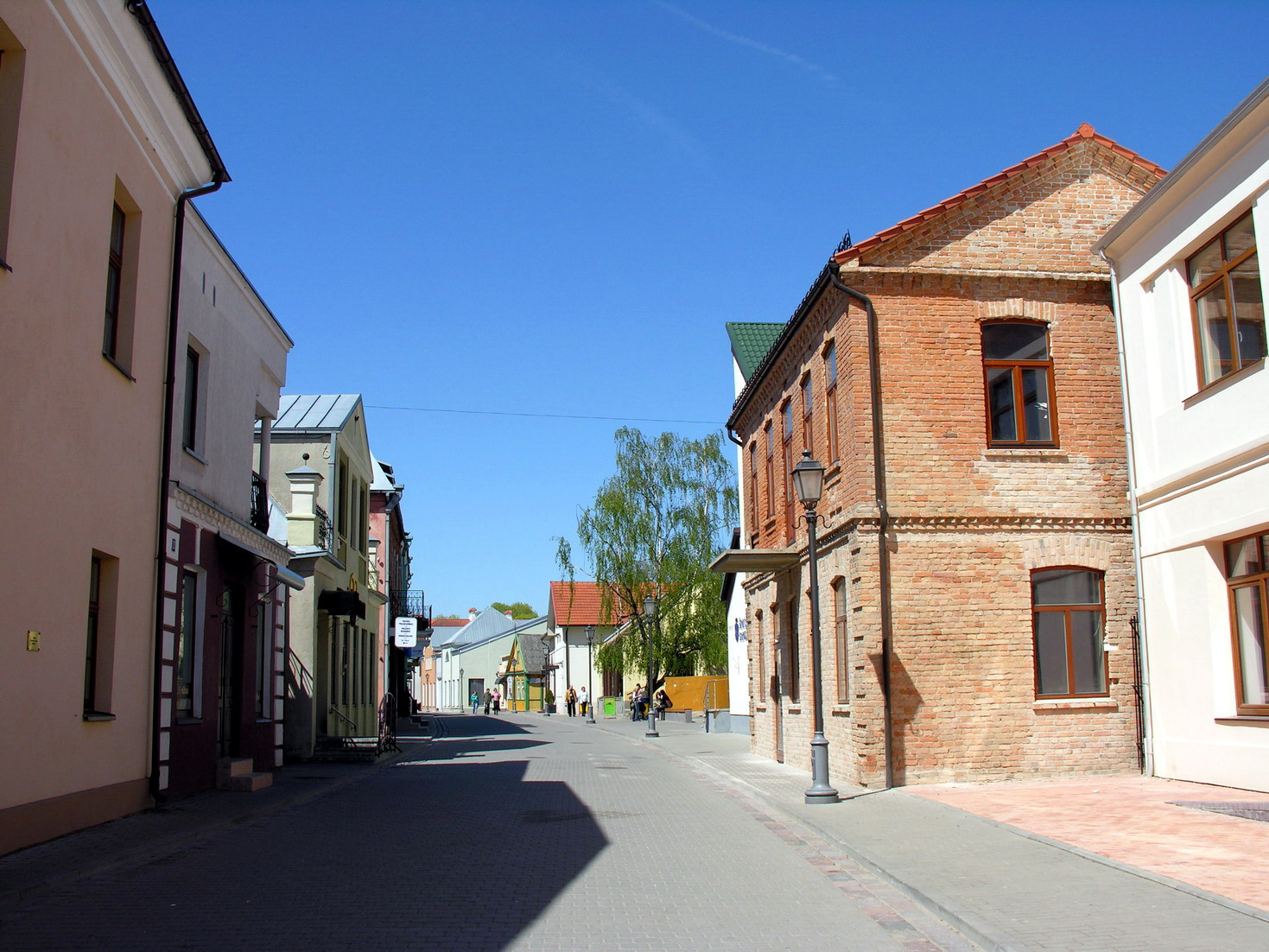
شهر قدیمی کداینیایی
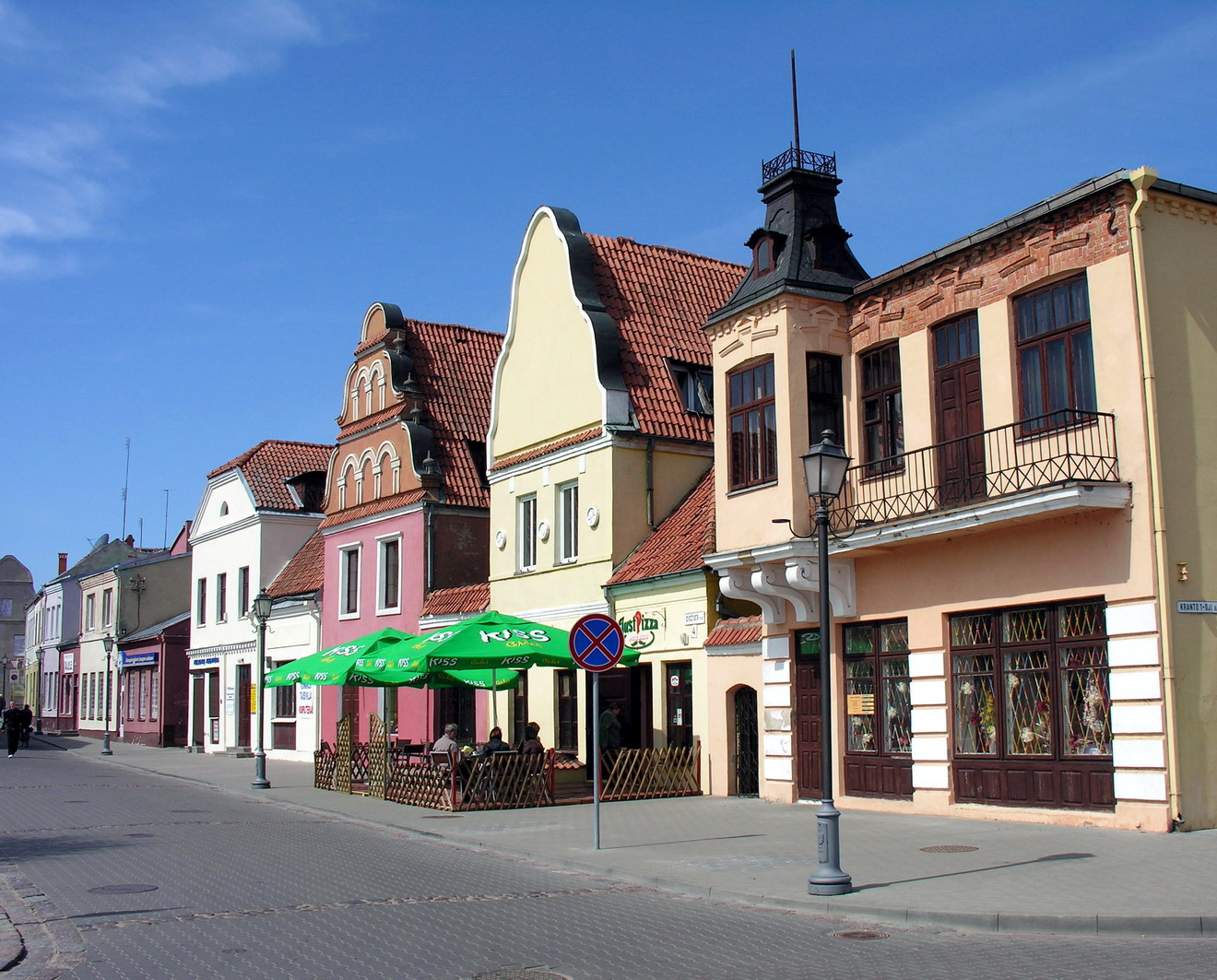
خیابان دیدجیوجی
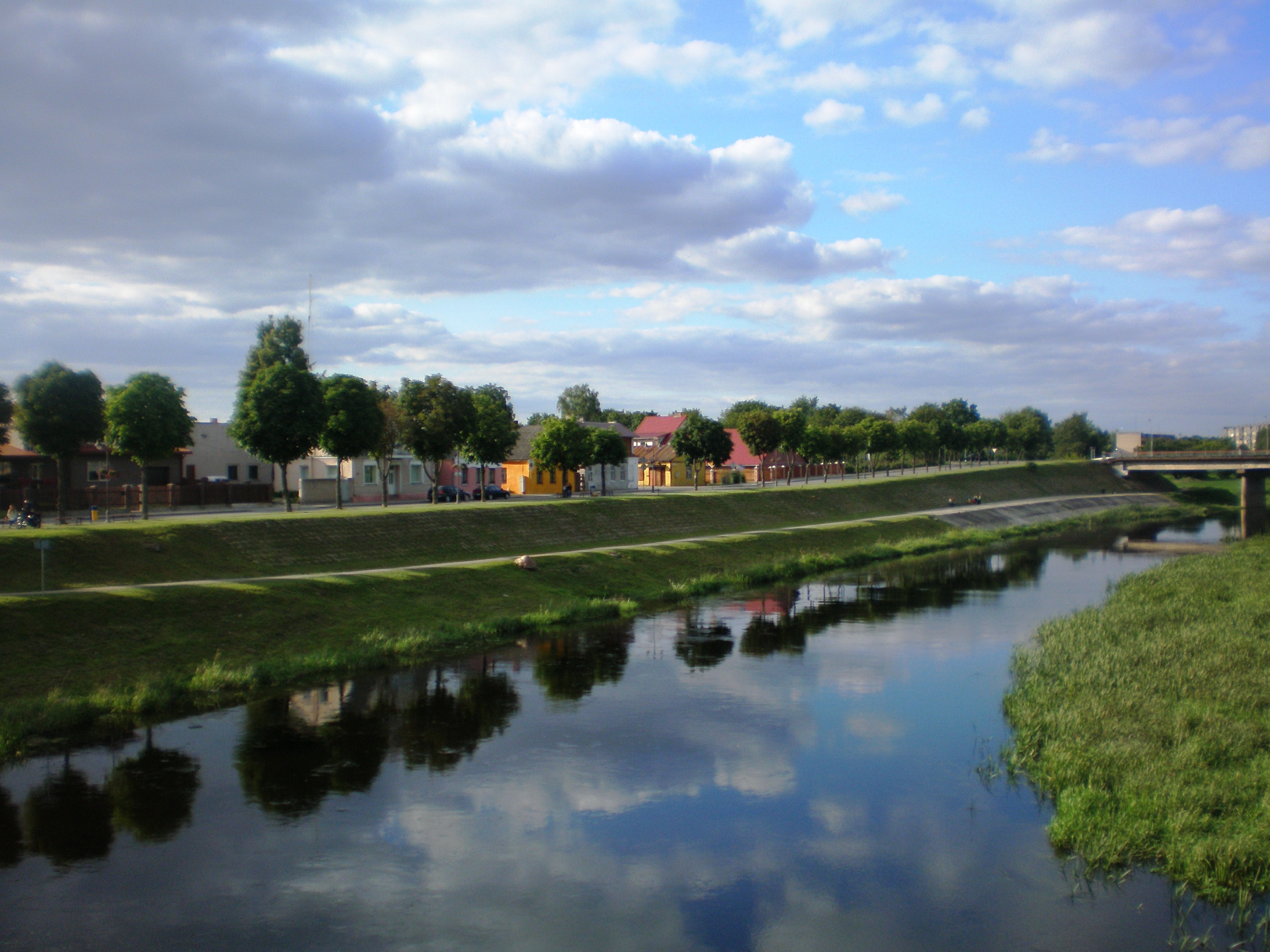
رودخانه نوژیس در مرکز شهر